# شهرآورد اهواز
شهرآورد اهواز به دیدار بین سه تیم اهوازی فولاد، استقلال اهواز و استقلال خوزستان گفته می‌شود. پیش از صعود فولاد به لیگ آزادگان در سال ۱۳۷۶ و برگزاری اولین مسابقه با استقلال اهواز، رقابت تیم استقلال اهواز با شاهین اهواز شهرآورد اهواز خوانده می‌شد.

## تاریخچه
با صعود باشگاه فولاد خوزستان به لیگ آزادگان در سال ۱۳۷۶ این تیم برای اولین بار در مقابل استقلال اهواز قرار گرفت؛ اما استقلال در آن فصل عملکرد ضعیفی داشت و نهایتاً به دسته دوم سقوط کرد و تا صعود دوباره استقلال در سال ۱۳۸۱ این دو تیم هیچگاه در مقابل یکدیگر قرار نگرفتند.
شهرآورد اهواز در واقع تا قبل از سال ۱۳۸۳ هنوز هم رویداد مهمی به حساب نمی‌آمد و تماشاگران زیادی را به ورزشگاه نمی‌کشاند؛ اما در فصل ۸۳−۸۴ هر دو باشگاه تیم بومی و قدرتمندی را ساخته بودند و در رده‌های بالای جدول حضور داشتند. در این فصل برای اولین بار شهرآورد اهواز در کشور یک رویداد مهم تلقی شد. از آن هنگام تا سال ۱۳۸۹ که استقلال اهواز سقوط کرد، داربی‌های متعدد و پربیننده‌ای برگزار شد. استقلال خوزستان هم در فصل ۹۳−۱۳۹۲ برای اولین بار به لیگ برتر راه یافت و تا فصل ۹۸−۱۳۹۷ که در لیگ برتر حضور داشت، هر فصل به مصاف فولاد رفت. همچنین استقلال خوزستان و استقلال اهواز فقط یک فصل همزمان در لیگ برتر حضور داشتند که حاصل آن، دو بازی در فصل ۹۵−۱۳۹۴ بود. همچنین استقلال خوزستان با نایب‌قهرمانی در لیگ آزادگان ۰۲−۱۴۰۱ پس از ۵ فصل غیبت، در فصل ۰۳−۱۴۰۲ به لیگ برتر بازگشت و مقابل فولاد قرار گرفت.

## حاشیه‌ها
در تمام مدت برگزاری شهرآورد این رقابت در فضایی دوستانه و آرام بوده و تنها بازی جنجال‌برانگیز، در تاریخ ۱ آبان ۱۳۸۸ به وقوع پیوست. در این بازی بازیکنان استقلال اهواز از سوی مجید جلالی، مربی وقت فولاد به دوپینگ متهم شدند.
مجید جلالی پس از اتمام مسابقه گفت:
بازیکنی که بعد از سوت پایان بازی در وسط زمین از هوش می‌رود صرفاً به خاطر استفاده بیش از حد مواد نیروزا است.
مسئولان استقلال اهواز مدعی شدند که دلیل بدحالی اسماعیل شریفات و میلاد میداوودی سرماخوردگی بوده است.
با وجود این که دو باشگاه خیلی زود با هم دست دوستی دادند اما میلاد میداودی از سرمربی و پزشک تیم فولاد به جرم افترا بستن به مراجع قضایی شکایت کرد.
در جلسه دادگاه جلالی گفت شریفات و میداودی مانند پسران او هستند و منظور او بازیکن خارجی تیم مس کرمان بوده است.
در پایان فصل شفیع‌زاده، مالک باشگاه استقلال اهواز در گفتگوی زنده تلویزیونی، جلالی را یکی از دلایل سقوط تیمش برشمرد.

## فولاد و استقلال اهواز
| #  | تاریخ      | فولاد - استقلال   | فولاد خوزستان                                                               | استقلال اهواز                                                                   | تورنمنت             |
| -- | ---------- | ----------------- | --------------------------------------------------------------------------- | ------------------------------------------------------------------------------- | ------------------- |
| ۱  | ۱۳۷۶-۰۴-۲۷ | ۰–۰               | -                                                                           | -                                                                               | لیگ آزادگان ۷۷–۱۳۷۶ |
| ۲  | ۱۳۷۶-۱۰-۰۹ | ۳–۴               | افشین حاجی‌پور (۱۳)، عزیز فریسات (۴۷)، کوروش بختیاری‌زاده (۶۷)                | حامد نادریان‌فر (۱۵)، علی نعمتی‌نژاد (۴۳)، عادل حردانی (۵۴)، فرهاد هواشم عرب (۶۱) | لیگ آزادگان ۷۷–۱۳۷۶ |
| ۳  | ۱۳۸۱-۰۷-۲۶ | ۲–۱               | رضا استواری (۷۱، ۷۵)                                                        | داود حقی (۴۲)                                                                   | لیگ برتر ۸۲–۱۳۸۱    |
| ۴  | ۱۳۸۱-۱۱-۲۳ | ۲–۰               | حسن مظاهری (۸۱)، محمد علوی (۸۹)                                             | -                                                                               | لیگ برتر ۸۲–۱۳۸۱    |
| ۵  | ۱۳۸۲-۰۷-۰۸ | ۲–۲               | ایمان مبعلی (۵۷، ۸۴)                                                        | امیر خلیفه‌اصل (۴۴، ۷۴)                                                          | لیگ برتر ۸۳–۱۳۸۲    |
| ۶  | ۱۳۸۲-۱۰-۲۶ | ۲–۲               | ایمان مبعلی (۸)، امید شریفی‌نسب (۴۱)                                         | امیر خلیفه‌اصل (۶۹)، غلامرضا عیدی‌زاده (۸۰)                                       | لیگ برتر ۸۳–۱۳۸۲    |
| ۷  | ۱۳۸۳-۰۹-۱۲ | ۱–۳               | لفته حمیدی (۸۰)                                                             | علیرضا دغاغله (۳۰)، امیر خلیفه‌اصل (۵۱)، یدالله اکبری (۷۳)                       | لیگ برتر ۸۴–۱۳۸۳    |
| ۸  | ۱۳۸۴-۰۲-۳۰ | ۲–۰               | لفته حمیدی (۶۸٬۴۴)                                                          | -                                                                               | لیگ برتر ۸۴–۱۳۸۳    |
| ۹  | ۱۳۸۴-۰۶-۱۰ | ۲–۴               | ایمان مبعلی (۳۰)، حسین کعبی (۳۴)                                            | فریدون فضلی (۳۵، ۴۹)، غلامرضا عیدی‌زاده (۶۱)، آدریانو آلوز (۸۵)                  | لیگ برتر ۸۵–۱۳۸۴    |
| ۱۰ | ۱۳۸۴-۱۰-۰۹ | ۳–۲               | نادر احمدی (۴۴، ۷۰)، عماد رضا (۴۵)                                          | احمد آل‌نعمه (۶۱)، فریدون فضلی (۶۵)                                              | لیگ برتر ۸۵–۱۳۸۴    |
| ۱۱ | ۱۳۸۵-۱۰-۱۶ | ۰–۱               | -                                                                           | میلاد میداوودی (۵۳)                                                             | لیگ برتر ۸۶–۱۳۸۵    |
| ۱۲ | ۱۳۸۶-۰۳-۰۷ | ۰–۰               | -                                                                           | -                                                                               | لیگ برتر ۸۶–۱۳۸۵    |
| ۱۳ | ۱۳۸۶-۰۹-۲۶ | ۴–۴ (پنالتی: ۷–۸) | نادر احمدی (۲۱)، اسماعیل شریفات (۳۱)، علی بداوی (۳۹)، فابیو جانوآریو (۵+۹۰) | میلاد میداوودی (۹، ۶۵)، روح‌الله بیگدلی (۳۷)، داود حقی (۸۶)                      | جام حذفی ۸۷–۱۳۸۶    |
| ۱۴ | ۱۳۸۷-۰۷-۱۱ | ۰–۲               | -                                                                           | مصطفی بیژنی (۴)، محسن رسولی (۸۳)                                                | لیگ برتر ۸۷–۱۳۸۶    |
| ۱۵ | ۱۳۸۷-۱۱-۲۴ | ۱–۰               | سعید رمضانی (۳۰)                                                            | -                                                                               | لیگ برتر ۸۷–۱۳۸۶    |
| ۱۶ | ۱۳۸۷-۱۲-۱۶ | ۱–۰               | اسماعیل شریفات (۵۷)                                                         | -                                                                               | جام حذفی ۸۸–۱۳۸۷    |
| ۱۷ | ۱۳۸۸-۰۸-۰۱ | ۱–۱               | بختیار رحمانی (۳۸)                                                          | رضا معقولی (۴+۹۰)                                                               | لیگ برتر ۸۹–۱۳۸۸    |
| ۱۸ | ۱۳۸۹-۰۱-۱۵ | ۱–۰               | سجاد فیض‌اللهی (۲۹)                                                          | -                                                                               | لیگ برتر ۸۹–۱۳۸۸    |
| ۱۹ | ۱۳۹۴-۰۹-۰۹ | ۲–۱               | مهرداد جماعتی (۶۱)، حسین ابراهیمی (۶+۹۰)                                    | فرزاد آشوبی (۳۸)                                                                | لیگ برتر ۹۵–۱۳۹۴    |
| ۲۰ | ۱۳۹۵-۰۲-۱۱ | ۳–۲               | ساسان انصاری (۶۰، ۸۱، ۸۵)                                                   | حمزه خضیراوی (۵۶، ۷۱)                                                           | لیگ برتر ۹۵–۱۳۹۴    |

| رنگ      | توضیح       |
| -------- | ----------- |
| رنگ آبی  | برد استقلال |
| رنگ قرمز | برد فولاد   |
| رنگ سفید | تساوی       |

### آمار
| تورنمنت       | بازی | برد استقلال | تساوی | برد فولاد |
| ------------- | ---- | ----------- | ----- | --------- |
| جام خلیج فارس | ۱۶   | ۴           | ۴     | ۸         |
| لیگ آزادگان   | ۲    | ۱           | ۱     | ۰         |
| جام حذفی      | ۲    | ۰           | ۱     | ۱         |
| مجموع         | ۲۰   | ۵           | ۶     | ۹         |

### گلزنان برتر
| بازیکن           | تیم     | گل |
| ---------------- | ------- | -- |
| امیر خلیفه‌اصل    | استقلال | ۴  |
| ایمان مبعلی      | فولاد   | ۴  |
| لفته حمیدی       | فولاد   | ۳  |
| فریدون فضلی      | استقلال | ۳  |
| نادر احمدی       | فولاد   | ۳  |
| میلاد میداوودی   | استقلال | ۳  |
| ساسان انصاری     | فولاد   | ۳  |
| داوود حقی        | استقلال | ۲  |
| رضا استواری      | فولاد   | ۲  |
| غلامرضا عیدی‌زاده | استقلال | ۲  |
| اسماعیل شریفات   | فولاد   | ۲  |
| حمزه خضیراوی     | استقلال | ۲  |

بازیکنانی که نام‌شان پررنگ است، هنوز در یکی از سه تیم اهوازی حضور دارند.

## فولاد و استقلال خوزستان
| #  | تاریخ      | فولاد - استقلال | فولاد خوزستان                                         | استقلال خوزستان                                    | تورنمنت          |
| -- | ---------- | --------------- | ----------------------------------------------------- | -------------------------------------------------- | ---------------- |
| ۱  | ۱۳۹۲-۰۶-۰۱ | ۳–۲             | فرزاد حاتمی (۲۸)، بختیار رحمانی (۳۴)، سروش رفیعی (۸۳) | میلاد میداوودی (۴)، مهدی خیری (۱+۹۰)               | لیگ برتر ۹۳–۱۳۹۲ |
| ۲  | ۱۳۹۲-۱۰-۱۳ | ۲–۰             | اسماعیل شریفات (۳۴، ۱+۹۰)                             | -                                                  | لیگ برتر ۹۳–۱۳۹۲ |
| ۳  | ۱۳۹۳-۰۵-۲۸ | ۱–۰             | یوسف وکیا (۱۲)                                        | -                                                  | لیگ برتر ۹۴–۱۳۹۳ |
| ۴  | ۱۳۹۳-۱۱-۱۷ | ۳–۰             | مهدی بدرلو (۸)، آلویس نانگ (۲۸، ۸۲)                   | -                                                  | لیگ برتر ۹۴–۱۳۹۳ |
| ۵  | ۱۳۹۴-۰۵-۲۳ | ۰–۲             | -                                                     | حسن بیت‌سعید (۵۴)، فرشاد جانفزا (۵+۹۰)              | لیگ برتر ۹۵–۱۳۹۴ |
| ۶  | ۱۳۹۴-۱۱-۰۹ | ۱–۰             | ماتیاس چاگو (۸۱)                                      | -                                                  | لیگ برتر ۹۵–۱۳۹۴ |
| ۷  | ۱۳۹۵-۰۹-۱۹ | ۱–۰             | ساسان انصاری (۴۵)                                     | -                                                  | لیگ برتر ۹۶–۱۳۹۵ |
| ۸  | ۱۳۹۶-۰۱-۳۱ | ۱–۳             | ساسان انصاری (۶۷)                                     | مهدی مؤمنی (۲۰)، آلویس نانگ (۶۴)، حسن بیت‌سعید (۸۳) | لیگ برتر ۹۶–۱۳۹۵ |
| ۹  | ۱۳۹۶-۰۷-۰۴ | ۱–۱             | عبدالله ناصری (۵۵)                                    | موسی کولیبالی (۳+۹۰)                               | لیگ برتر ۹۷–۱۳۹۶ |
| ۱۰ | ۱۳۹۶-۱۱-۲۰ | ۰–۰             | -                                                     | -                                                  | لیگ برتر ۹۷–۱۳۹۶ |
| ۱۱ | ۱۳۹۷-۰۸-۰۴ | ۰–۰             | -                                                     | -                                                  | لیگ برتر ۹۸–۱۳۹۷ |
| ۱۲ | ۱۳۹۸-۰۱-۲۲ | ۳–۱             | لوسیانو پریرا (۲۲، ۳۲)، رافائل مسی بولی (۵+۹۰)        | ایوب کلانتری (۹۰)                                  | لیگ برتر ۹۸–۱۳۹۷ |
| ۱۳ | ۱۴۰۲-۰۷-۲۸ | ۱–۰             | گادوین منشا (۲+۹۰)                                    | -                                                  | لیگ برتر ۰۳–۱۴۰۲ |
| ۱۴ | ۱۴۰۲-۱۲-۲۷ | ۰–۰             | -                                                     | -                                                  | لیگ برتر ۰۳–۱۴۰۲ |
| ۱۵ | ۱۴۰۳-۱۰-۰۶ | ۰–۰             | -                                                     | -                                                  | لیگ برتر ۰۴–۱۴۰۳ |
| ۱۶ | ۱۴۰۴-۰۲-۱۸ | ۲–۱             | محمدرضا سلیمانی (۴۵، ۵۲)                              | شاهین توکلی (۹-گ.خ.)                               | لیگ برتر ۰۴–۱۴۰۳ |

| رنگ      | توضیح       |
| -------- | ----------- |
| رنگ آبی  | برد استقلال |
| رنگ قرمز | برد فولاد   |
| رنگ سفید | تساوی       |

### آمار
| تورنمنت            | بازی | برد استقلال | تساوی | برد فولاد |
| ------------------ | ---- | ----------- | ----- | --------- |
| لیگ برتر خلیج فارس | ۱۶   | ۲           | ۵     | ۹         |
| مجموع              | ۱۶   | ۲           | ۵     | ۹         |

### گلزنان برتر
| بازیکن          | تیم                   | گل |
| --------------- | --------------------- | -- |
| آلویس نانگ      | فولاد (۲) استقلال (۱) | ۳  |
| اسماعیل شریفات  | فولاد                 | ۲  |
| لوسیانو پریرا   | فولاد                 | ۲  |
| ساسان انصاری    | فولاد                 | ۲  |
| محمدرضا سلیمانی | فولاد                 | ۲  |

بازیکنانی که نام‌شان پررنگ است، هنوز در یکی از سه تیم اهوازی حضور دارند.

## استقلال اهواز و استقلال خوزستان
| # | تاریخ      | اهواز - خوزستان | استقلال اهواز | استقلال خوزستان                           | تورنمنت          |
| - | ---------- | --------------- | ------------- | ----------------------------------------- | ---------------- |
| ۱ | ۱۳۹۴-۰۸-۰۴ | ۰–۴             | -             | رحیم زهیوی (۱۴، ۲۹)، حسن بیت‌سعید (۲۶، ۷۹) | لیگ برتر ۹۵–۱۳۹۴ |
| ۲ | ۱۳۹۵-۰۱-۲۰ | ۰–۱             | -             | حسن بیت‌سعید (۷۰)                          | لیگ برتر ۹۵–۱۳۹۴ |

| رنگ          | توضیح         |
| ------------ | ------------- |
| رنگ آبی تیره | برد استقلال خ |
| رنگ آبی روشن | برد استقلال ا |
| رنگ سفید     | تساوی         |

### آمار
| تورنمنت       | بازی | برد خوزستان | تساوی | برد اهواز |
| ------------- | ---- | ----------- | ----- | --------- |
| جام خلیج فارس | ۲    | ۲           | ۰     | ۰         |
| مجموع         | ۲    | ۲           | ۰     | ۰         |

### گلزنان برتر
| بازیکن      | تیم     | گل |
| ----------- | ------- | -- |
| حسن بیت‌سعید | خوزستان | ۳  |
| رحیم زهیوی  | خوزستان | ۲  |

بازیکنانی که نام‌شان پررنگ است، هنوز در یکی از سه تیم اهوازی حضور دارند.

## آمار کلی

### جدول کلی
| رتبه | تیم             | بازی | برد | تساوی | باخت | گل‌های‌زده | گل‌های‌خورده | تفاضل‌گل | امتیاز |
| ---- | --------------- | ---- | --- | ----- | ---- | -------- | ---------- | ------- | ------ |
| ۱    | فولاد           | ۳۶   | ۱۸  | ۱۱    | ۷    | ۵۱       | ۳۹         | ۱۲      | ۶۵     |
| ۲    | استقلال اهواز   | ۲۲   | ۵   | ۶     | ۱۱   | ۲۹       | ۳۷         | ۸-      | ۲۱     |
| ۳    | استقلال خوزستان | ۱۸   | ۴   | ۵     | ۹    | ۱۵       | ۱۹         | ۴-      | ۱۷     |

### گلزنان برتر
| بازیکن           | تیم                                   | گل |
| ---------------- | ------------------------------------- | -- |
| ساسان انصاری     | فولاد                                 | ۵  |
| امیر خلیفه‌اصل    | استقلال اهواز                         | ۴  |
| ایمان مبعلی      | فولاد                                 | ۴  |
| میلاد میداوودی   | استقلال اهواز (۳) استقلال خوزستان (۱) | ۴  |
| اسماعیل شریفات   | فولاد                                 | ۴  |
| حسن بیت‌سعید      | استقلال خوزستان                       | ۴  |
| لفته حمیدی       | فولاد                                 | ۳  |
| فریدون فضلی      | استقلال اهواز                         | ۳  |
| نادر احمدی       | فولاد                                 | ۳  |
| آلویس نانگ       | فولاد (۲) استقلال خوزستان (۱)         | ۳  |
| داوود حقی        | استقلال اهواز                         | ۲  |
| رضا استواری      | فولاد                                 | ۲  |
| غلامرضا عیدی‌زاده | استقلال اهواز                         | ۲  |
| بختیار رحمانی    | فولاد                                 | ۲  |
| لوسیانو پریرا    | فولاد                                 | ۲  |
| رحیم زهیوی       | استقلال خوزستان                       | ۲  |
| محمدرضا سلیمانی  | فولاد                                 | ۲  |

بازیکنانی که نام‌شان پررنگ است، هنوز در یکی از سه تیم اهوازی حضور دارند.